# Madeleine Stowe
Pour les articles homonymes, voir Stowe.
Madeleine Stowe, est une actrice américaine, née le 18 août 1958 à Los Angeles.

## Biographie
Madeleine Stowe est l'aînée de trois enfants. Sa mère, Mireya, vient du Costa Rica. Son père, Robert Stowe, était un ingénieur civil. Elle aspirait tout d'abord à devenir pianiste concertiste.

### Carrière
Elle commence sa carrière de comédienne dans un théâtre de Beverly Hills. Elle apparaît ensuite à l'affiche de plusieurs productions télévisuelles, par exemple The Gangster Chronicles, où elle fait la rencontre de son futur mari, Brian Benben. En 1987, elle est à l'affiche du film Étroite Surveillance, au côté de Richard Dreyfus. Stowe apparaît ensuite aux côtés de Mark Harmon, Kevin Costner et Jack Nicholson.
C'est avec le film Le Dernier des Mohicans qu'elle obtient une grande notoriété alors que sa performance est acclamée par la critique. Les plus grands acteurs commencent à se l'arracher. Elle joue avec Bruce Willis dans L'Armée des douze singes, John Travolta dans Le Déshonneur d'Elisabeth Campbell, Mel Gibson dans Nous étions soldats ou encore Sylvester Stallone dans Mafia Love.  Elle se retire en 2003. Stowe apparaît dans quelques séries et téléfilms.
En 2011, elle fait son grand retour lorsqu'elle accepte de jouer la puissante et glaciale Victoria Grayson, dans la série à succès de ABC, Revenge. Elle est sélectionnée aux Golden Globes pour son rôle. En 2016, elle apparait dans un épisode de 12 Monkeys, série adaptée de L'Armée des douze singes dans lequel elle tenait le premier rôle féminin.

### Vie privée
Depuis 1982, elle est l'épouse de l'acteur Brian Benben, avec qui elle a eu une fille, May, née en 1996. Ils vivent au Texas.
Elle est une des présidentes de l'association Artists for Peace and Justice, association opérant en Haïti.

## Filmographie

### Cinéma
- 1981 : Gangster Wars (en) de Richard C. Sarafian : Ruth Lasker
- 1987 : Étroite Surveillance (Stakeout) de John Badham : Maria McGuire
- 1989 : Tropical Snow de Ciro Durán : Marina
- 1989 : 3 lits pour un célibataire (Worth Winning) de Will Mackenzie : Veronica Briskow
- 1990 : Vengeance (Revenge) de Tony Scott: Miryea Mendez
- 1990 : The Two Jakes de Jack Nicholson : Lillian Bodine
- 1991 : Closet Land de Radha Bharadwaj : Victime
- 1992 : Obsession fatale (Unlawful Entry) de Jonathan Kaplan : Karen Carr
- 1992 : Le Dernier des Mohicans (The Last of the Mohicans) de Michael Mann : Cora Munro
- 1993 : Indiscrétion assurée (Another Stakeout) de John Badham : Maria (non créditée)
- 1993 : Short Cuts de Robert Altman : Sherri Shepard
- 1993 : Blink de Michael Apted : Emma Brody
- 1994 : Lune rouge (China Moon) de John Bayley : Rachel Munro
- 1994 : Belles de l'Ouest (Bad Girls) de Jonathan Kaplan : Cody Zamora
- 1995 : L'Armée des douze singes (Twelve Monkeys) de Terry Gilliam : Kathryn Railly
- 1998 : La Carte du cœur (Playing by Heart) de Willard Carroll : Gracie
- 1998 : La Proposition de Lesli Linka Glatter : Eleanor Barret
- 1999 : Le Déshonneur d'Elisabeth Campbell (The General's Daughter) de Simon West : Adjudant-chef Sara Sunhill
- 2002 : Impostor de Gary Fleder : Maya Olham
- 2002 : Nous étions soldats (We Were Soldiers) de Randall Wallace : Julie Moore
- 2002 : Mafia Love (Avenging Angelo) de Martyn Burke : Jennifer Barrett Allieghieri
- 2003 : Octane de Marcus Adam : Senga Wilson

### Télévision

#### Téléfilm
- 1978 : The Nativity de Bernard L. Kowalski : Mary (sous le nom de Madeline Stowe)
- 1978 : Le Massacre de Fort Niagara (The Deerslayer) de Richard Friedenberg : Hetty Hutter
- 1984 : Les Amazones (Amazons) de Paul Michael Glaser : Dr. Sharon Fields
- 1986 : La Fleur ensanglantée (Blood & Orchids) de Jerry Thorpe : Hester Ashley Murdoch (sous le nom de Madeline Stowe)
- 2002 : La Splendeur des Amberson (The Magnificent Ambersons) d'Alfonso Arau : Isabel Amberson Minafer
- 2005 : Pour l'amour de Millie (Saving Milly) de Dan Curtis : Milly
- 2006 : Southern Comfort de Greg Yaitanes : Charlotte
- 2009 : De l'espoir pour Noël (The Christmas Hope) de Norma Bailey : Patricia Addison

#### Séries télévisées
- 1978 : Spider-Man  : Maria Calderon (1 épisode)
- 1978 : Baretta : Anna (sous le nom de Madeline Stowe) (1 épisode)
- 1979 : Barnaby Jones : Diane (1 épisode)
- 1980 : La Plantation (Beulah Land) : Selma Kendrick Davis (3 épisodes)
- 1980 : La Petite Maison dans la prairie ( (Little House on the Prairie) : Annie Crane (1 épisode)
- 1981 : Chronique des années 30 (en) (The Gangster Chronicles) : Ruth Lasker (13 épisodes)
- 1981 : Trapper John, M.D., épisode Creepy Time Gal : Cassie (1 épisode)
- 2007 : Raines : Dr. Samantha Kohl (6 épisodes)
- 2011-2015 : Revenge : Victoria Grayson (89 épisodes)
- 2016 : 12 Monkeys : Lilian (1 épisode)
- 2019 : Soundtrack : Margot Weston (10 épisodes)
- 2025 : Ça : Bienvenue à Derry (It: Welcome to Derry)

## Distinctions
Cette section récapitule les principales récompenses et nominations obtenues par Madeleine Stowe. Pour une liste plus complète, consulter IMDb.

### Récompenses
- Mostra de Venise 1993 : Coupe Volpi spéciale partagée avec toute la distribution pour Short Cuts
- Golden Globes 1994 : prix spécial de la meilleure distribution pour Short Cuts
- National Society of Film Critics Awards 1994 : meilleure actrice dans un second rôle pour Short Cuts

### Nominations
- Saturn Awards 1996 : meilleure actrice pour L'Armée des douze singes
- Golden Globes 2012 : meilleure actrice dans une série télévisée dramatique pour Revenge

## Voix francophones
| - Martine Irzenski dans: - Raines (série télévisée) - De l'espoir pour Noël (téléfilm) - Revenge (série télévisée) - 12 Monkeys (série télévisée) - Micky Sébastian dans : - Le Dernier des Mohicans - Blink - Mafia Love - Béatrice Agenin dans : - The Two Jakes - Obsession fatale - Belles de l'Ouest - Élisabeth Wiener dans : - Vengeance - L'Armée des douze singes | - Catherine Hamilty dans : - Le Déshonneur d'Elisabeth Campbell - Saving Milly (téléfilm) et aussi - Anne Rondeleux dans Les Amazones (téléfilm) - Maïk Darah dans Étroite surveillance - Danièle Douet dans La Proposition - Véronique Augereau dans Impostor - Françoise Cadol dans Nous étions soldats |